# Суперкубок Кыргызстана по футболу 2012
Суперку́бок Кыргызстана по футбо́лу 2012 года — второй розыгрыш Суперкубка Кыргызстана, футбольного трофея, разыгрываемого между чемпионом и обладателем Кубка Кыргызстана предыдущего сезона. В данном розыгрыше встречались чемпион Кыргызстана 2011 года бишкекский «Дордой» и обладатель Кубка Кыргызстана 2011 года кантский клуб «Абдыш-Ата».
Турнир, в отличие от прошлого розыгрыша, состоял из двух матчей, прошедших 31 марта и 8 апреля 2012 года на поле каждого из соперников — в Канте и Бишкеке. Обладателем трофея впервые стал футбольный клуб «Дордой», одержавший победу с общим счётом 5:1. Уже в первом матче «Дордой» добился выездной победы 3:1, и ответный матч стал формальностью.

## Соперники и стадион
Впервые в истории турнира в нём встречались «Дордой» и «Абдыш-Ата». Для «Дордоя» участие в Суперкубке стало вторым, в прошлом розыгрыше он потерпел поражение от кочкор-атинского «Нефтчи». «Абдыш-Ата» участвовала в матчах Суперкубка впервые в своей истории.
Первый матч проводился в Канте на стадионе «Центральный», ответная игра — в Бишкеке на стадионе имени Долена Омурзакова.

## Подробности

### Первый матч
| 31 марта 2012        | \| Абдыш-Ата \| 1:3 Отчёт \| Дордой \| \| Антон Землянухин 32′ \| Голы \| Азамат Байматов 31′, 47′ · Вадим Харченко 45+1′ \| | «Центральный», Кант Зрителей: 1500 Судья: Дамир Джаныбеков |
| Абдыш-Ата            | 1:3 Отчёт | Дордой                                                     |
| Антон Землянухин 32′ | Голы | Азамат Байматов 31′, 47′ · Вадим Харченко 45+1′            |

### Второй матч
| 8 апреля 2012 15:00 (UTC+6) | \| Дордой \| 2:0 Отчёт \| Абдыш-Ата \| \| Жанкарлос Израэль 78′, 85′ \| Голы \| \| | им. Д. Омурзакова, Бишкек |
| Дордой                      | 2:0 Отчёт                                                                          | Абдыш-Ата                 |
| Жанкарлос Израэль 78′, 85′  | Голы                                                                               |                           |